# TO BE
「TO BE」（トゥー・ビー）は、日本の歌手・浜崎あゆみの8thシングル。1999年5月12日にavex traxより発売。2001年2月28日に12cmCDで再発売。

## 解説
シングルとしては前作「LOVE〜Destiny〜/LOVE〜since 1999〜」からわずか1か月でのリリースとなり、浜崎にとって最後の8cmシングルとなった。前作発売前の4月1日から前年華原朋美が出演して流行語にもなったJT「桃の天然水」CMキャラクターに新たに起用され、タイアップ曲として大量放映されていた。前作がロングヒットしてる最中にリリースされた。
「TO BE」というタイトルはシェイクスピアの作品『ハムレット』の有名な台詞、「To be or not to be」の「To be（生きるべき）」から付けられた。
2008年の44thシングル「GREEN/Days」には、10th Anniversary versionとして新録音されて収録された。

## 収録曲
1. TO BE "Original Mix" [5:17]
作詞：ayumi hamasaki / 作曲：D･A･I / 編曲：Naoto Suzuki、D･A･I
日本たばこ産業「桃の天然水」CMソング
2. TO BE "Dub's cool wind Remix" [5:57]
Remixed by Izumi "D・M・X" Miyazaki
3. appears "H.W Tokyo Hard House Mix" [5:37] ※再発盤(12cmCD)のみ
Remixed by Hiroshi Watanabe
13thシングル「Fly high」に収録されている「HW Club Mix」とはバージョンが異なる。
4. Fly high "SHARP BOYS U.K VOCAL MIX" [4:04] ※再発盤(12cmCD)のみ
Remixed by SHARP BOYS
13thシングル「Fly high」からの再収録
5. Fly high "Supreme Mix" [6:22] ※再発盤(12cmCD)のみ
Remixed by Naoki Atsumi
13thシングル「Fly high」からの再収録
6. Fly high "SAMPLE MADNESS REMIX" [5:03] ※再発盤(12cmCD)のみ
Remixed by EBOMAN
13thシングル「Fly high」からの再収録
7. TO BE "Original Mix -Instrumental-" [5:17]

## 収録アルバム
- TO BE
  - 『LOVEppears』(アルバムバージョン)
  - 『A BEST』(アルバムバージョン)
  - 『A BALLADS』(2003 ReBirth Mix)
  - 『A COMPLETE 〜ALL SINGLES〜』
- appears "H.W Tokyo Hard House Mix"
  - 『LOVEppears / appears -20th Anniversary Edition-』(初回限定生産盤のみ)

## 収録ライブ映像
- TO BE
  - 『ayumi hamasaki concert tour 2000 A 第1幕』
    - 『A 50 SINGLES 〜LIVE SELECTION〜』
    - 『ayumi hamasaki BEST LIVE BOX A』(A BEST TRACK LIST LIVE)

  - 『ayumi hamasaki COUNTDOWN LIVE 2004-2005 A』
  - 『ayumi hamasaki LIMITED TA LIVE TOUR』(A COMPLETE 〜ALL SINGLES〜)
  - 『a-nation'09 BEST HIT LIVE』
  - 『ayumi hamasaki PREMIUM SHOWCASE 〜Feel the love〜』
    - 『ayumi hamasaki BEST LIVE BOX A』(A BALLADS TRACK LIST LIVE)

  - 『ayumi hamasaki ARENA TOUR 2018 ～POWER of MUSIC 20th Anniversary～』(ayumi hamasaki UNRELEASED LIVE BOX A)